# Andrei Fyodorov
Andrei Fyodorov, ros. Андрей Витальевич Фёдоров, Andriej Witaljewicz Fiodorow (ur. 10 kwietnia 1971 w Marg‘ilonie, Uzbecka SRR) – uzbecki piłkarz pochodzenia rosyjskiego, grający na pozycji obrońcy, trener piłkarski. Posiada też obywatelstwo rosyjskie.

## Kariera piłkarska

### Kariera klubowa
W 1989 rozpoczął karierę piłkarską w klubie Awtomobilist Kokand. W 1992 został zaproszony do Neftchi Fergana. W 1996 podpisał kontrakt z CSKA Moskwa, ale otrzymał 2-letnią dyskwalifikację za uderzenie sędziego z Tadżykistanu w meczu Azjatyckiej Ligi Mistrzów z klubem Jelimaj Semipałatinsk we wrześniu 1995. Kontrakt został anulowany. Potem dyskwalifikacja została skrócona do roku i w 1998 wyjechał do Rosji, gdzie został piłkarzem Ałanii Władykaukaz. Latem 1999 przeszedł do Baltiki Kaliningrad, ale już zimą zmienił klub na Rubin Kazań. Po 9 latach gry zakończył karierę piłkarza w roku 2008.

### Kariera reprezentacyjna
W latach 1994–2006 bronił barw narodowej reprezentacji Uzbekistanu.

## Kariera trenerska
Po zakończeniu kariery piłkarza rozpoczął pracę szkoleniowca. Najpierw stał na czele służby selekcji w klubie Rubin Kazań. W latach 2012–2013 prowadził drużynę młodzieżową Rubinu. Latem 2014 został zaproszony do sztabu szkoleniowego Neftchi Fergana. We wrześniu 2015 został mianowany na głównego trenera Neftchi.

## Sukcesy i odznaczenia

### Sukcesy piłkarskie
Reprezentacja Uzbekistanu
- mistrz Igrzysk azjatyckich w Hiroshimie: 1994

Neftchi Fergana
- mistrz Uzbekistanu: 1992, 1993, 1994, 1995
- wicemistrz Uzbekistanu: 1996, 1997
- zdobywca Pucharu Uzbekistanu: 1994, 1996
- wicemistrz Pucharu WNP: 1994
- brązowy medalista Azjatyckiej Ligi Mistrzów: 1994/95

Rubin Kazań
- mistrz Rosyjskiej Priemjer-Ligi: 2008
- brązowy medalista Mistrzostw Rosji: 2003
- mistrz Rosyjskiej Pierwszej Dywizji: 2002

### Sukcesy indywidualne
- piłkarz roku w Uzbekistanie: Nr 3 (1997)[6]

### Odznaczenia
- Medal Szuchrat.